# Unterwürfigkeit
Unterwürfigkeit bezeichnet im allgemeinen Sprachgebrauch eine Disposition und ein Sozialverhalten, bei dem das eigene Handeln dem Willen einer anderen Person untergeordnet oder der Autorität einer anderen Person Glauben geschenkt wird. Das Antonym ist Dominanz.
Das Wort unterwürflich ist schon im Mittelhochdeutschen bezeugt, dagegen tritt unterwürfig erst im 15. Jahrhundert hervor.
Katzbuckeln als besonders unterwürfiges Verhalten von Menschen hat seinen Namen von deren besonders tiefen Verbeugungen, bei denen ihr Rücken an die Form eines Katzenbuckels erinnert.
Während der heutzutage ähnlich verwendete Begriff der Hörigkeit zuerst nur eine Abhängigkeit und Arbeitspflicht gegenüber einem Gutsherren bedeutete, wurde „unterwürfig“ auch im religiösen, ritterlichen, politischen und erotischen Sinne verstanden. Letztere bezeichnet man auch als Submissivität (Adjektiv: submissiv); siehe BDSM-Rollen.

## Linguistische Aspekte
Gelegentlich ist von „sprachlicher Unterwürfigkeit“ die Rede. Darunter ist eine verstärkte und zum Teil unreflektierte Übernahme oder Übertragung fremdsprachiger Wörter und Ausdrücke zu verstehen. Durch deren übertriebene Verwendung wird damit auf eigene nationale Wertvorstellungen, Traditionen und Bilder verzichtet. Im Jahre 1960 hat die London Times den Begriff German linguistic submissiveness („deutsche sprachliche Unterwürfigkeit“) geprägt.

## Politische und soziologische Verwendung
Der französische Staatstheoretiker Jean Bodin beschrieb in seiner Konzeption der absolutistischen Herrschaft die Unterwürfigkeit als ein notwendiges Attribut der Souveränität des Königs.